# Meniscomorpha
Meniscomorpha är ett släkte av steklar. Meniscomorpha ingår i familjen brokparasitsteklar.

## Dottertaxa tillMeniscomorpha, i alfabetisk ordning[1]
- Meniscomorpha albomaculata
- Meniscomorpha alhambra
- Meniscomorpha astrema
- Meniscomorpha atrorubra
- Meniscomorpha besheba
- Meniscomorpha bilineata
- Meniscomorpha brachydocis
- Meniscomorpha bullata
- Meniscomorpha castroi
- Meniscomorpha citrivaria
- Meniscomorpha cleiae
- Meniscomorpha culiota
- Meniscomorpha devisa
- Meniscomorpha elizondoi
- Meniscomorpha enura
- Meniscomorpha frebeta
- Meniscomorpha gamezi
- Meniscomorpha glasta
- Meniscomorpha gomezi
- Meniscomorpha govinda
- Meniscomorpha grossa
- Meniscomorpha habecki
- Meniscomorpha helspina
- Meniscomorpha hembrata
- Meniscomorpha hiljei
- Meniscomorpha implaza
- Meniscomorpha janzeni
- Meniscomorpha kerna
- Meniscomorpha kevla
- Meniscomorpha leoni
- Meniscomorpha leva
- Meniscomorpha lizanoi
- Meniscomorpha lopezi
- Meniscomorpha maculiceps
- Meniscomorpha michiganensis
- Meniscomorpha minutoria
- Meniscomorpha mirabilis
- Meniscomorpha mitica
- Meniscomorpha nerda
- Meniscomorpha nufa
- Meniscomorpha ocala
- Meniscomorpha orbitalis
- Meniscomorpha pensita
- Meniscomorpha perfida
- Meniscomorpha prolixa
- Meniscomorpha proximans
- Meniscomorpha pulchra
- Meniscomorpha quava
- Meniscomorpha robusta
- Meniscomorpha romata
- Meniscomorpha rufithorax
- Meniscomorpha salasi
- Meniscomorpha sanchoi
- Meniscomorpha sotoi
- Meniscomorpha subflava
- Meniscomorpha tamaska
- Meniscomorpha thoracica
- Meniscomorpha valerioi
- Meniscomorpha wasenia
- Meniscomorpha venusia
- Meniscomorpha wigelia
- Meniscomorpha vomia
- Meniscomorpha xeresha
- Meniscomorpha yoventa
- Meniscomorpha zacasta